# Herndon, Kansas
Herndon är en ort i Rawlins County i Kansas. Vid 2010 års folkräkning hade Herndon 129 invånare.